# Xương cánh tay
Xương cánh tay là một xương dài ở cánh tay hay chi trên bắt đầu từ vai cho đến khuỷu tay.
Về mặt giải phẫu, xương này nối xương vai với phần dưới của tay (bao gồm xương quay và xương trụ). Xương cánh tay có ba phần. Đầu trên xương cánh tay bao gồm:
- Một đầu hình tròn gọi là chỏm xương cánh tay có hình 1/3 khối cầu hướng lên trên vào trong tiếp khớp với ổ chảo của xương vai và được sụn khớp bao bọc.
- Hai cổ gồm:
+ Cổ phẫu thuật nối đầu trên với thân xương
+ Cổ giải phẫu
- Hai củ gồm: củ lớn và củ bé là 2 khối xương nhô lên làm chỗ bám cho cơ đai xoay. Củ lớn nằm ngoài ngăn cách với củ bé bởi một rãnh gọi là rãnh gian củ. Rãnh có hai bờ, bờ ngoài là mào củ lớn còn bờ trong là mào củ bé
Thân xương cánh tay gần giống hình lăng trụ tam giác có 3 mặt(ngoài, trong, sau), 3 bờ(trước, ngoài, trong)
- Các mặt:
+ Mặt trước ngoài có lồi củ delta cho cơ delta bám, nằm ở khoảng giữa của xương cánh tay
+ Mặt trước trong có lỗ nuôi xương, mào củ bé
+ Mặt sau có rãnh xoắn từ trên xuống và ra ngoài được gọi là rãnh thần kinh quay. Trong rãnh có dây thần kinh quay và động mạch cánh tay sâu.
- Các bờ:
+ Bờ trước: ghồ ghề, nhẵn phẳng ở giữa chia làm 2 gờ bao lấy hố vẹt
+ Bờ ngoài và bờ trong mờ ở trên, rõ ở dưới là chỗ bám của hai vách gian cơ trong và ngoài.
Đầu dưới xương cánh tay dẹt, hơi bè ngang và cong ra trước gồm:
- Chỏm con ở phía ngoài. Nhìn phía trước giống hình cầu (còn gọi là lồi cầu). Phía trên hơi lõm được gọi là hố quay
- Ròng rọc nằm ở bên trong, hình ròng rọc, mặt trước trên có hố vẹt, mặt sau có hố mỏm khuỷu. Là nơi tiếp khớp với khuyết ròng rọc của xương trụ.
- Phía trên trong và trên ngoài của chỏm con và ròng rọc là hai mỏm: mỏm trên lồi cầu ngoài và mỏm trên lồi cầu trong. Giữa mỏm trên lồi cầu trong và ròng rọc là rãnh thần kinh trụ có dây thần kinh trụ đi qua.